# Roger Backhouse
Roger Backhouse (24 november 1878 - 15 juli 1939) var en brittisk amiral, First Sea Lord 1938 - 1939.
Han var även chef över Home Fleet mellan den 20 augusti 1935 till den 11 april 1938. Precis som många andra erfarna sjöofficerare i Royal Navy så led Backhouse av dålig hälsa och han avled i en hjärntumör i juli 1939, vilket även hans efterträdare Dudley Pound, gjorde i oktober 1943.